# Eumenogaster
Eumenogaster is een geslacht van vlinders van de familie spinneruilen (Erebidae), uit de onderfamilie Arctiinae.

## Soorten
- E. affinis Rothschild, 1911
- E. baura D.Jones, 1914
- E. eumenes Herrich-Schäffer, 1856
- E. haemacera Hampson, 1898
- E. nigricauda Dognin, 1911
- E. notabilis Walker, 1864
- E. pseudosphecia Hampson, 1898